# Christopher Mlalazi
Christopher Mlalazi (geboren 1970 in Bulawayo) ist ein simbabwischer Schriftsteller.

## Leben
Christopher Mlalazi schreibt Kurzgeschichten, Romane und Theaterstücke. Er erhielt mehrere Literaturpreise und Stipendien. 2010 war er „Feuchtwanger Fellow“ der Villa Aurora in Los Angeles, 2011 Stipendiat am Nordiska Afrikainstitutet in Uppsala. 2012/13 war er Teilnehmer am International Writing Program in Iowa City. Mlalazi war 2013 „Hannah-Arendt-Stipendiat“ in Hannover und arbeitete an seinem dritten  Roman They are coming.

## Werke (Auswahl)
- They are coming. Avondale, Harare : Weaver Press, 2014
- Childhood poems. Englisch/deutsch. Hannover : Ed. Fähre 2014
- Giraffe gets a long neck. Fibel. Camp Hill, P.A. : Plum'tree Books, 2013
- Running with mother.  Weaver Press, Harare 2012
  - Wegrennen mit Mutter. Übersetzung von Andreas Münzner. Horlemann, Berlin 2013
- Many rivers. Lion Press, Coventry 2009
- Dancing with life : tales from the township. 'amaBooks, Bulawayo 2008